# Charlotte Stjerneld
Christina Charlotta "Charlotte" Stjerneld, född Gyldenstolpe 1766 i Stockholm, död 1825 i Stockholm, var en svensk grevinna och hovfunktionär.

## Biografi
Christina Charlotta Stjerneld var dotter till en av rikets herrar, överkammarherren greve Nils Filip Gyldenstolpe och Jacquette Elisabet De Geer af Leufsta, och gifte sig 1790 med friherre Adolf Ludvig Stierneld. Hon var hovfröken hos Hedvig Elisabet Charlotta; underhovmästarinna för hennes son hertig Karl Adolf av Värmland 1798; statsfru 1800; guvernant för kungabarnen 1802–1809 (med titeln hovmästarinna från 1807); hovmästarinna hos Hedvig Elisabet Charlotta 1809–1811 och överhovmästarinna 1811–1818.
Hon var som hovfröken Hedvig Elisabet Charlottas favorit och deltog vid dennas sida i oppositionen mot Gustav III 1789: Hedvig Elisabet Charlotta uppmuntrade också hennes äktenskap sin skyddsling, oppositionsledaren Adolf Ludvig Stierneld. Efter att Stierneld fängslades av Gustav III, friade han till henne från fängelset och bad henne att utverka en benådning hos monarken om hon svarade positivt. Hon tackade ja till förslaget och sände liksom Hedvig Elisabet Charlotta upprepade förfrågningar till Gustav III om att han skulle benådas, bland annat med hänvisning till deras förlovning. Han blev också benådad 1790, men inte på grund av förfrågningarna. Paret gifte sig kort efter hans frigivning och lämnade sedan hovet.
Charlotta Stjerneld är känd som en av fem svenska kvinnor som under 1700-talet var medlemmar av frimurarna, via ett s.k. adoptionsfrimureri; de övriga var  Sophie von Fersen, Hedvig Eleonora von Fersen, Ulrica Catharina Brahe och Hedvig Elisabet Charlotta, som från 1776 var deras stormästarinna. Hennes medlemskap är dock mer osäker än de övriga fyras, som är säkert bekräftade. År 1801 var hon också medlem i Carl Adolf Bohemans hemliga sällskap som av honom kallades för gren av frimurarorden: sällskapet Gula Rosen, vid sidan av bland andra greve Erik Ruuth, dennes hustru Charlotte Wahrendorff, greve Magnus Fredrik Brahe och dennes hustru Catharina Ulrica Koskull och drottningens mor.